# Легенда о кантонистах-самоубийцах
Легенда о кантонистах-самоубийцах повествует о еврейских рекрутах-подростках, которые предпочли утопиться во время массового крещения на Волге, чтобы не отрекаться от иудаизма. Событие приписывается времени правления царя Николая I и локализуется окрестностями Казани. Якобы для крещения было собрано «несколько сот еврейских кантонистов». На церемонии якобы присутствовал сам Николай I. Царь приказал им войти в воду. Они ответили «Слушаемся, Ваше Императорское Величество» и как один утопились. Николай I действительно посетил Казань с кратким визитом 20—22 августа 1836 года, его программа пребывания была весьма насыщенной, однако никакого крещения кантонистов в ней не значилось.
Еврейская энциклопедия уточняет, что событие могло иметь место в 1840-е годы, а в основе его лежало самоубийство двух кантонистов, которое было воспето поэтом Л. Вилем. Также сообщается, что самое раннее упоминание этой истории относится к публикации 1845 года в немецкой газете «Allgemeine Zeitung des Judenthums» и там сообщалось о двух утопленниках, но отсутствовало упоминание о русском царе. Этой газетной заметкой и вдохновился еврейский поэт и революционер Людвиг Виль (нем. Wihl), который написал в 1847 году стихотворение «Die beiden Matrosen», посвященное этому событию.